# Salem
Salem — израильская метал-группа, основанная в 1985 году Зеэвом Тэнэнбоимом. Salem являются первопроходцами жанров «восточный метал» и «экстремальный метал» в Израиле. Тематика песен Salem связана с политикой и историей евреев и Израиля, в частности, с Холокостом. Наиболее известными являются концептуальные альбомы «Kaddish» (1994) и «Collective Demise» (2002).

## История
Группа была основана в городе Гиватаим в 1985 году под названием Axe Metal. В первый состав группы вошли вокалист Зеэв Тэнэнбоим, гитаристы Майкл Гольдстейн и Бени Робинов, басист Бени Коэн и ударник Йосси Манковицки (вскоре его сменил Дэнни Мондани). Группа Axe Metal играла музыку в стиле дэт-метал, а также стала одной из первых в мире групп, исполнявших брутальный дэт-метал. Музыку начального периода можно услышать на кассете с записью репетиции группы (также известной как демозапись Salem (после этого группа стала называться Salem) 1986 года и демозаписи песни Destruction Till Death, записанной в 1987 году в знаменитом клубе «Пингвин», единственной в 1980-х годах «отдушине» для израильского альтернативного рока.
После пяти лет «подполья», группа выпустила еще одну демозапись, Millions Slaughtered (Миллионы жестоко убитых, 1990), который ознаменовал переход Salem от брутального дэт-метала к дум-металу. Было продано 1,5 тысячи копий этой демозаписи, что позволило группе заключить контракт с немецким лейблом Morbid Records. Существует легенда, согласно которой демозапись Millions Slaughtered оказалась в руках Варга Викернеса из Burzum, который, связавшись с группой, хорошо отозвался о музыке, но заявил, что питает отвращение к антихолокостской тематике и пожелал группе смерти в войне в Персидском заливе. Обидевшись на это, участники группы написали Варгу резкий ответ, но вскоре получили известие от полиции, что из Норвегии на их имя прислана бомба. Сайт группы излагает эту историю в таком ключе:

«САЛЕМ были в очень хороших отношениях с основателем Mayhem Евронимусом, который предложил САЛЕМ отправиться в Норвегию и присоединиться к „Black Metal Inner Circle“. Варг Викернес из Burzum, который не принимал идеи группы, считал иначе, поэтому послал вокалисту Зеэву Танабоиму по почте посылку со взрывчаткой»

Что интересно, в 1993 году Евронимус был убит тем самым Варгом Викернесом.
Выпущенные Morbid Records долгоиграющая пластинка (EP) Creating Our Sins (1992) и альбом Kaddish (1994) стали первыми метал-альбомами из Израиля, обретшими всемирный успех. Kaddish стал концептуальным альбомом, полностью посвященным Холокосту. Кроме того, в Kaddish вошла песня «Ha’ayara Bo’eret» («Местечко пылает»), исполняемая на иврите. Эта песня стала кавером песни-поэмы «S’brent» («Горит»), написанной польско-еврейским поэтом Мордехаем Гебиртигом в 1938 году на идише. Поэма была связана с погромом евреев в 1936 году в городке Пшитык недалеко от Радома. Впоследствии поэма была переведена на иврит. Это позволило группе обрести скандальную известность, пробудить различные политические дискуссии, альбом и законность его исполнения обсуждались даже на заседаниях Кнессета.
Чтобы продвинуть альбом, Morbid Record выпустила EP с синглом Dying Embers. Песня «The Fading», открывавшая альбом, вошла в ротацию хеви-металической программы Headbanger’s Balls на MTV. После этого группа вошла в число 10 лучших начинающих групп мира по мнению MTV и журнала «Kerrang!».
В 1998 году группа подписала контракт с новым лейблом — израильским B.N.E и британским продюсером Колином Ричардсоном, известным по работе с Cannibal Corpse, Cradle of Filth, Machine Head и другими группами тяжелого метала. Он вылетел в Израиль, чтобы записать с группой альбом A Moment of Silence. Альбом был выпущен D.B. Studios в Израиле и The Chapel в Англии. Группа также могла подписать контракт с немецкой компанией Modern Music, но большая сделка сорвалась из-за недопонимания между Salem и B.N.E.
В 2001 году группа расторгла контракт с B.N.E и подписала новый на три альбома с немецкими лейблами KMG и System Shock. В сентябре 2002 году выходит третий (или если считать EP Creating Our Sins, четвертый) альбом группы Collective Demise, наиболее «агрессивный» на тот момент альбом Salem, выпущенный в Израиле студиями D.B. Studios и Norse Studios. Большинство песен посвящены событиям Второй Интифады. В 2005 году группой был выпущен пятый альбом Strings Attached, представлявший собой 11 ранее изданных песен группы, перезаписанный при участии квартета струнных инструментов.
В июне 2007 года на лейбле «Season of Mist» вышел шестой альбом группы Necessary Evil, тематика которого — коррупция и разлагающееся израильское общество. В альбом вошла 27-минутная музыкальная пьеса «Once Upon a Lifetime» в пяти частях, а также песня «Amona», ставшая отсылкой к событиям в Амоне 2005 года. В этом же году группа впервые выступила за пределами Израиля: на фестивале Hellfest во французском Клиссоне.
11 декабря 2009 года было объявлено о подписании контракта с Pulverised Records для записи очередного альбома. В 2010 году группа довольно широко отметила своё 25-летие. 3 апреля 2010 года в Израиле (26 апреля — в Европе и 25 мая — в США) был издан новый альбом Playing God and Other Short Stories. По случаю его выхода и юбилея группы был дан большой концерт в Тель-Авиве.
6 мая 2011 года группа выступила в клубе Reading 3 в Тель-Авиве по случаю переизданию своего альбома «Kaddish». Вместе с группой выступил гитарист группы Guns N’ Roses Рон Бамблфут Таль.
29 июля 2019 года в США скончался Майкл Голдстейн, игравший в группе с момента ее основания на гитаре (1985-1988) и на бас-гитаре (1988-2013). 7 декабря того же года группа провела в тель-авивском клубе Gagarin благотворительный концерт, средства от которого пошли на оплату долгов по медицинским счетам, выставленным в период лечения Голдстейна. Вместе с Salem на сцене выступили музыканты группы Orphaned Land Коби Фархи и Ури Зильха. Зильха выступал с Salem на протяжении всего концерта. Также в рамках концерта выступили группы Spawn of Evil, Arallu, Tomorrow's Rain и Shredhead.

## Состав группы

### Текущий состав
- Зеэв Тэнеэбоим — вокал (с 1985 года)
- Лиор Мизрахи — гитара (с 1988)
- Нир Накав — ударные (с 1998)
- Нир Гутрайман — гитара (с 2002)
- Давид Коэн — бас-гитара (с 2013)

### Бывшие участники
- Майкл Гольдстейн — гитара (1985—1988), бас (1988—2013)
- Бени Робинов — гитара (1985—1988)
- Бени Коэн — бас (1985—1988)
- Йосси Манковицки — ударные (1985)
- Данни Модани — ударные (1985—1988)
- Гиора Хирш — гитара (1990—1996)
- Яир Бенжи — ударные (1988—1990)
- Амир Нойбах — ударные (1990—1998)
- Одед Шахар — ударные, перкуссия (1985)

## Дискография

### Демозаписи
Эпоха «подполья» (1985-1990)
- Salem (запись с репетиции группы, 1986)
- Distruction Till Death (1987)
- Millions Slaughtered (1990)

### Альбомы
- Creating Our Sins (EP, 1992)
- Kaddish (1994)
- A Moment of Scielence (1998)
- Collective Demise (2002)
- Strings Attached (2005)
- Necessary Evil (2007)
- Playing God and Other Short Stories (2010)

### EP
- Dying Embers (1994)

### DVD-записи
- Live Demise (2006)
- Salem Underground (2007)